# 国際地中海農学高等研究所
国際地中海農学高等研究所（フランス語：Centre international de hautes études agronomiques méditerranéennes、略称：CIHEAM）は、1962年にスペイン、フランス、ギリシャ、イタリア、ポルトガル、トルコ、ユーゴスラビアの7カ国の政府の合意により、OECDと欧州評議会が共同で設立した国際研究機関である。
主な研究対象は、持続可能な農業、食と栄養の安全保障、地中海の農村と沿岸地域開発である。
13カ国（アルバニア、アルジェリア、エジプト、フランス、ギリシャ、イタリア、レバノン、マルタ、モロッコ、ポルトガル、スペイン、チュニジア、トルコ）の会員で構成され、パリに総事務局、バーリ（イタリア）、ハニア（ギリシャ）、モンペリエ（フランス）、サラゴサ（スペイン）に研究所がある。CIHEAMは、数多くの国際機関や地域機関と連携している。

## ミッション

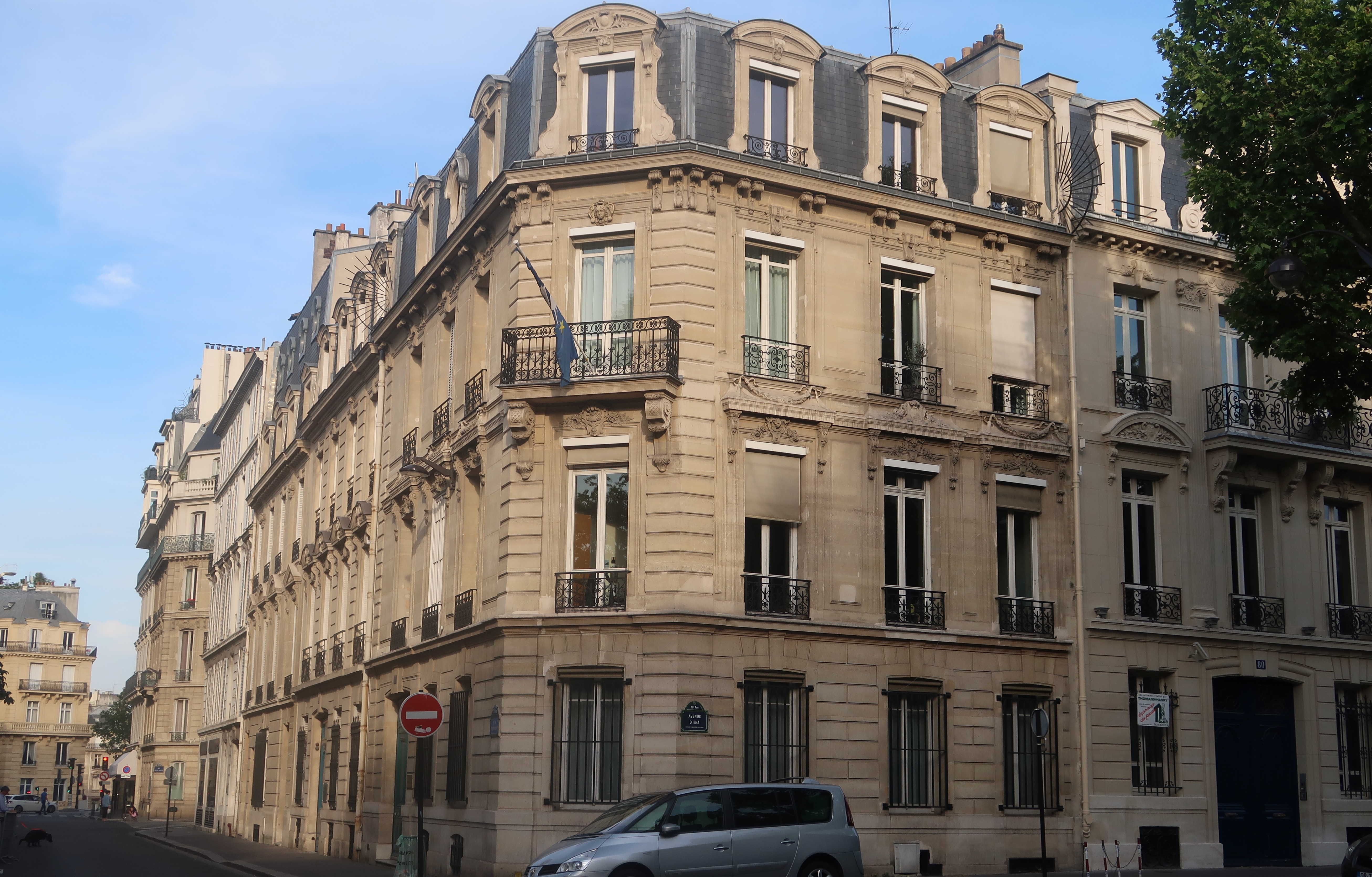
パリ16区にある本部

CIHEAMのミッションは「地中海沿岸諸国の農業経営者の間で、経済・技術教育を補完し、国際協力の精神を発展させること」である。地中海に面した国はすべて、CIHEAMの会員になる資格がある。
CIHEAMは1980年代中盤には地中海の南や東の国々にも門戸を開き、1985年にチュニジア、1986年にエジプトとアルジェリア、1989年にマルタ、1991年にモロッコ、1992年にアルバニア、1994年にレバノンが加盟した。
CIHEAMのミッションは以下の4項目を基礎としている:
- ノウハウや知識を含むあらゆる廃棄物との戦いを通じた地球環境の保護。
- 持続可能な農と食の推進による食と栄養の安全保障の実現。
- 次世代と脆弱な地域への投資による包括的開発。
- 危機回避と回復力強化。

## 概要
毎年、約400人の学生がフルタイムの学位コースを受講しており、その大半は地中海の南側の国からの奨学金留学生である。その他の学生は、CIHEAMの4つの研究所の中で短期間の専門的な課程を受講している。 過去10年間で、約12,000人以上の学生や専門家が研修を受けている。CIHEAMでは、115件以上の協力プロジェクトが実施されている。また、農業・農村開発問題、食糧安全保障、気候変動、天然資源の持続可能な管理、地中海の危機回避に関する対話の強化を支援するため、11回の閣僚会議が開催された。